# شبه‌نظامیان مردمی اوکراین
شبه‌نظامیان مردمی اوکراین یا میلیشیای خلق اوکراین (به اوکراینی: Українська Народна Міліція) تشکیلاتی شبه‌نظامی بود که توسط سازمان ملی‌گرایان اوکراین (ОУН) در قلمرو دولت عمومی لهستان اشغالی و بعدها در رایخس‌کومیساریات اوکراین در طول جنگ جهانی دوم فعالیت داشت. این تشکیلات در جریان عملیات بارباروسا و حمله سال ۱۹۴۱ آلما به اتحاد جماهیر شوروی راه اندازی شد.
اعضای این گروه شبه‌نظامی نقش فعالی در کنترل مناطق اشغالی توسط آلمان، و نیز کشتار یهودیان و لهستانی‌های ساکن در آن مناطق داشتند.